# Vahlbruch
Vahlbruch es un municipio situado en el distrito de Holzminden, en el estado federado de Baja Sajonia (Alemania). Su población a finales de 2016 era de unos 401 habitantes.
Se encuentra ubicado a poca distancia al oeste de la ciudad de Hannover —la capital del estado— y al este de la frontera con el estado de Renania del Norte-Westfalia.